# Saint-James
Saint-James település Franciaországban, Manche megyében. Lakosainak száma 4966 fő (2022. január 1.). Saint-James Crollon, Juilley, Saint-Senier-de-Beuvron, Montjoie-Saint-Martin, Le Ferré, Les Portes du Coglais, Val-Couesnon, Sacey, Pontorson és Servon községekkel határos.

## Népesség
A település népessége az elmúlt években az alábbi módon változott:
| Lakosok száma | 5061 | 4954 | 4902 | 4907 | 4896 | 4890 | 4966 |
|               | 2015 | 2017 | 2018 | 2019 | 2020 | 2021 | 2022 |